# Tårnby
Tårnby est une municipalité limitrophe au sud de Copenhague, dans la région de Hovedstaden, à l'est de l'île de Sjælland, au Danemark. 
Sur son territoire se situe l'aéroport de Copenhague.
Le quartier est desservi par la station terminus de la ligne M2 du métro de Copenhague, Lufthavnen Station qui permet de transporter les voyageurs jusqu'à l'aéroport.

## Personnalités
- Jan Heintze, footballeur danois